# Hermann Schröter (Archivar)

Hermann Schröter (Passbild)

Hermann Schröter (* 26. August 1909 in Dresden; † 12. November 1990 in Essen) war ein deutscher Archivar und Heimatforscher. Von 1955 bis 1974 leitete er das Stadtarchiv Essen.

## Leben
Hermann Schröter wurde am 26. August 1909 in Dresden geboren. Nach einem kurzen Besuch des Dresdener Kreuz-Gymnasiums wechselte er an das Katholische Gymnasium in Heiligenstadt. Dem Schulabschluss folgte ein Studium an den Universitäten Halle, Innsbruck und Münster. Dort studierte er Geschichte, Deutsch und Englisch.
1933 wurde Hermann Schröter Diplom-Volkswirt, bestand das Mittelschullehrer-Examen, promovierte 1934 mit einer Dissertation zur Geschichte des Eichsfeldes im 19. Jahrhundert zum Dr. phil. und bestand 1935 das philologische Staatsexamen.
Nach kurzer Lehrertätigkeit am Erziehungsheim Heiligenstadt, begann er am 1. April 1936 seine Ausbildung als Archivreferendar am Geheimen Staatsarchiv Berlin-Dahlem. Nach bestandener Prüfung am dortigen Institut für Archivwissenschaft wurde Hermann Schröter am 18. September 1937 zur praktischen Ausbildung an das Staatsarchiv Osnabrück versetzt. Am 1. April 1938 wurde er dort Archivhilfsarbeiter und am 1. Juni 1938 als Staatsarchivassessor angestellt.
Als er schließlich am 21. Mai 1941 zum Staatsarchivrat ernannt wurde, war er bereits zum Heeresdienst eingezogen. Im September 1944 geriet er in Frankreich in englische Kriegsgefangenschaft. Obwohl sich der damalige Osnabrücker Staatsarchivdirektor Wrede nach Kriegsende bei der englischen Militärregierung sehr um die Freilassung seines Mitarbeiters bemühte, konnte sich Schröter erst am 12. Dezember 1946 zurückmelden und am 10. Januar 1947 den Dienst wieder antreten. 1955 wurde er als Archivdirektor nach Essen berufen, 1974 pensioniert und verstarb schließlich nach kurzer Krankheit am 12. November 1990 ebendort.

## Wirken

### Wirken als Essener Archivar
Am 1. Oktober 1955 trat Hermann Schröter als städtischer Archivdirektor die Nachfolge des Archivrats Robert Jahn an, welchen er bereits 1937 als Archivreferendar kennen gelernt hatte. Die Ordnung der bis dahin völlig unübersichtlichen Bestände aus dem 19. und 20. Jahrhundert, welche einen Umfang von 400 Zentnern Papier gehabt haben sollen, wurde zu seiner Hauptaufgabe. Zudem beschäftigte er sich vorrangig mit den Archivalien eingemeindeter Stadtteile, die in großen Mengen auf das Archiv zugekommen waren. Aber auch die Erschließung alter Bestände durch Register und Repertorien sowie das Aufspüren von Essener Archivalien in fremden Beständen war ihm ein Anliegen.
Dank seiner Initiative fand 1960 der Deutsche Archivtag in Essen statt und es wurde eine 4000 Bände umfassende Handbibliothek eingerichtet, welche bis zu seiner Pensionierung auf 6000 Bände anwuchs.
Ganz besonders setzte er sich für den Umzug des Archivs in das ehemalige Rabbinerhaus der Alten Synagoge ein, rechtzeitig vor dem Abriss des alten Essener Rathauses.
Seine Nachfolge trat 1974 Oberarchivrat Karl-Otto Bogumil an.

### Wirken als Heimatforscher
Schon während seiner Arbeit im Staatsarchiv Osnabrück hatte Ernst Schröter eine umfangreiche schriftstellerische Tätigkeit begonnen. Er veröffentlichte viele Aufsätze zur Niedersächsischen, Westfälischen und Osnabrücker Geschichte. Die Historischen Kommissionen für Niedersachsen und für Westfalen ernannten ihn wegen seiner Verdienste zum Mitglied. Diese Arbeit setzte er ab 1955 in Essen fort.
Als Vorstandsmitglied des Historischen Vereins für Stadt und Stift Essen hielt er Vorträge und setzte sich für die wirtschaftliche Förderung des Drucks der Reihe Essener Beiträge – Beiträge zur Geschichte von Stadt und Stift Essen ein. Der Verein ehrte ihn mit der Ernennung zum Ehrenvorsitzenden.
Seine besondere Aufmerksamkeit widmete er der Stadtgeschichte des 19. und 20. Jahrhunderts. Sein wichtiges und umfangreichstes Werk ist Geschichte und Schicksal der Essener Juden, Essen 1980, das sich mit dem Schicksal der Essener jüdischen Gemeinde, einzelner Familien und Menschen vor, während und nach der NS-Zeit beschäftigt, sowie Deportationslisten und eine Zusammenstellung der ermordeten Essener Juden enthält.
Von 1965 bis 1985 betreute er als Schriftleiter die Zeitschrift des Münsterbauvereins in Essen Das Münster am Hellweg, in dem er zahlreiche eigene Beiträge veröffentlichte.
Für seine wissenschaftliche Leistung wurde Hermann Schröter 1983 das Bundesverdienstkreuz am Bande verliehen.

## Veröffentlichungen (Auswahl)
| Titel                                                                    | Erscheinungsjahr | erschienen in/herausgegeben von                   |
| ------------------------------------------------------------------------ | ---------------- | ------------------------------------------------- |
| Das Bürgerbuch der Stadt Lingen. 1602–1809                               | 1953             | Verl. R. van Acken, Lingen (Ems)                  |
| Beigeordnete der Stadt Essen bis zum Jahre 1933 Teil 1 und 2             | 1960–1961        | Zeitschrift 'Heimatstadt Essen'                   |
| Das Bürgerbuch der Stadt Essen. 1371–1807                                | 1963             | Beiträge zur Geschichte von Stadt und Stift Essen |
| Robert Jahn (Nachruf)                                                    | 1963             | Zeitschrift 'Der Archivar'                        |
| Maria Kunigunde von Sachsen, die letzte Fürstäbtissin des Stiftes Essen  | 1976             | Zeitschrift 'Münster am Hellweg'                  |
| Geschichte der Juden in Stift und Stadt Essen im 17. u. 18. Jahrhundert. | 1980             | Stadt Essen                                       |